# 卡拉巴赫山脉
卡拉巴赫山脉，或称阿尔扎赫山脉，阿塞拜疆西南部山脉，小高加索山脈的支脉，从塔塔尔河到阿拉斯河呈由北向东南的弧形延伸。阿拉斯河的左支流哈卡里河将其与卡拉巴赫高原分隔开来。该山脉的最高峰是海拔2,725米的大基尔斯山。 